# Colonia el Sabinal Campo Número Siete
Colonia el Sabinal Campo Número Siete är en ort i Mexiko.   Den ligger i kommunen Ascensión och delstaten Chihuahua, i den nordvästra delen av landet, 1 500 km nordväst om huvudstaden Mexico City. Colonia el Sabinal Campo Número Siete ligger 1 214 meter över havet och antalet invånare är 265.
Terrängen runt Colonia el Sabinal Campo Número Siete är platt åt sydväst, men åt nordost är den kuperad. Runt Colonia el Sabinal Campo Número Siete är det mycket glesbefolkat, med 2 invånare per kvadratkilometer. Det finns inga andra samhällen i närheten. Omgivningarna runt Colonia el Sabinal Campo Número Siete är i huvudsak ett öppet busklandskap.